# Пара-Кумаровая кислота
пара-Кумаровая кислота — оксикоричная кислота, органическое гидроксильное производное коричной кислоты. Существует три изомера кумаровой кислоты: o (орто)-кумаровая кислота, m (мета)-кумаровая кислота и p (пара)-кумаровая кислота, отличающиеся положением гидроксила на фенильной группе. p-Кумаровая кислота наиболее часто встречающаяся в природе, может быть в транс- и цис-форме.
Кристаллическое твёрдое вещество, слабо растворимое в воде, хорошо растворяется в этаноле и диэтиловом эфире.

## В природе

### В продуктах
p-Кумаровая кислота встречается в ряде съедобных растений, включая такие как арахис, помидоры, морковь, базилик и чеснок. Фасоль флотская является самым богатым источником этой кислоты среди обычных сортов фасоли. Находится в вине и уксусе, в зёрнах ячменя.
Вместе с пыльцой растений попадает в мёд.

### Производные
Гликозиды p-кумариновой кислоты находятся в хлебе, содержащим льняное семя.
Эфир p-кумариновой кислоты находится в карнаубском воске.

## Биосинтез
Синтезируется из коричной кислоты под действием P450-зависимого фермента гидролазы 4-коричной кислоты (C4H).
  {\displaystyle {\begin{matrix}{}\\{\xrightarrow {\mathrm {C4H} }}\\{}\end{matrix}}} 
Также продуцируется из L-тирозина под действием тирозинаммонийлиазы (TAL).
  {\displaystyle {\xrightarrow {\mathrm {TAL} }}}  + NH3 + H+